# 김길홍
김길홍(金吉弘, 1942년 7월 5일~2016년 12월 4일)은 대한민국의 정치인이다. 제13·14대 국회의원을 지냈다. 본관은 의성이며 자는 의백(毅伯)이다.

## 학력
- 안동국민학교 졸업
- 안동사범학교 병설중학교 졸업
- 중동고등학교 졸업
- 한국외국어대학교 영어학과 학사

## 경력
- 신아일보 정치부장, 경향신문, 정치부장, 편집부국장
- 한국신문윤리위원
- 대통령 정무비서관
- 민자당대표위원 비서실장, 신한국당 홍보위원장
- 안동사랑운동본부 이사장(현)
- 안동 길산회 회장(현)
- 한국자유총연맹이사(현)

## 역대 선거 결과
|  | 34.0% |

|  | 35.95% |

|  | 33.10% |

## 가족 관계
- 배우자 : 서용석
  - 아들 : 김낙균, 김민균
  - 딸 : 김현정